# Demografia Bulgariei

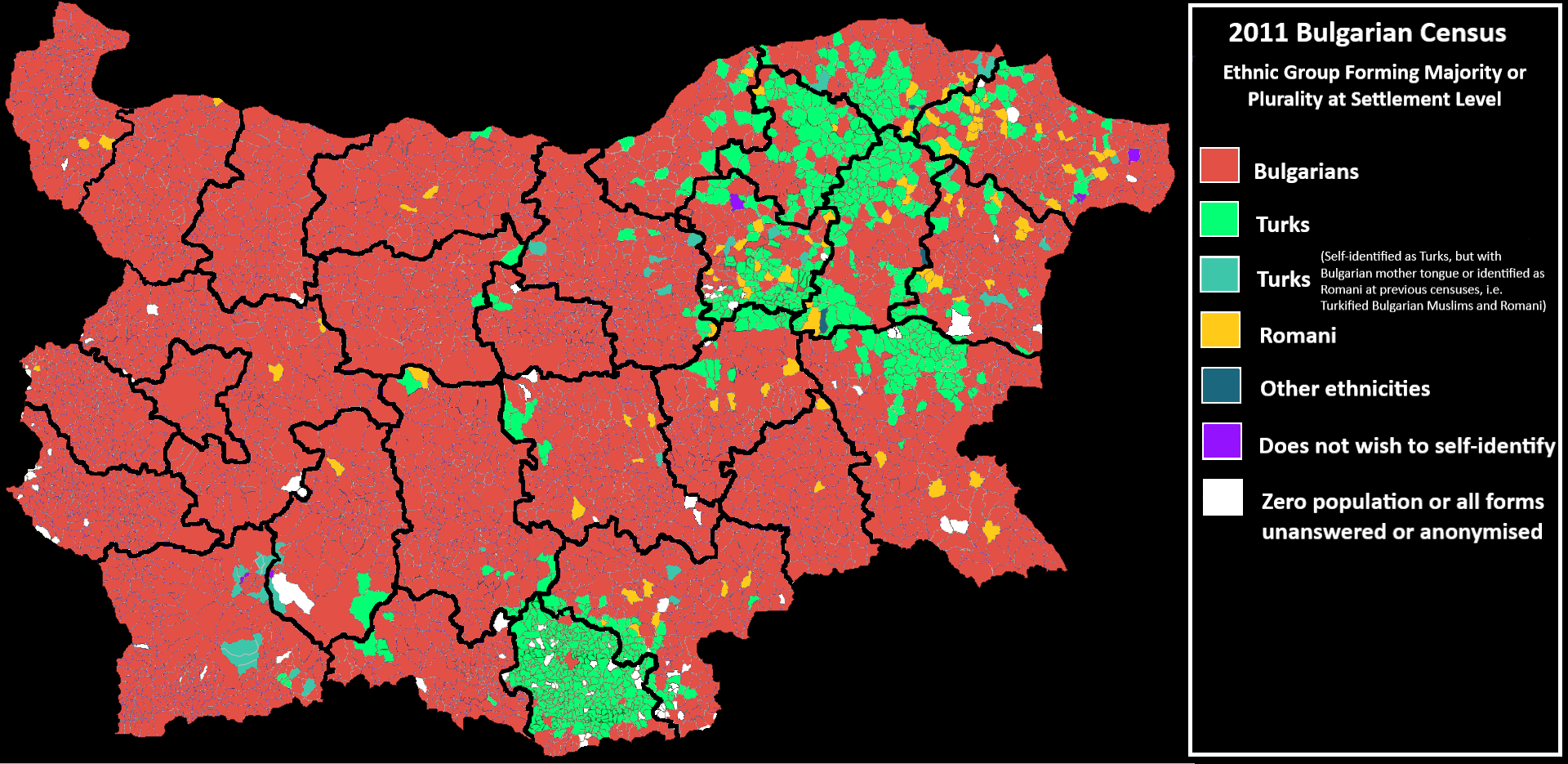
Harta etnică a Bulgariei la nivel de localitate, recensământ 2011

Institutul Național de Statistică al Bulgariei estimează că numărul de locuitori ai țării în anul 2009 era de 7.606.000 locuitori. Conform recensământului din 2001, populația este alcătuită în mare parte din bulgari (83,9%), cu două minorități predominante: turci (9,4%) și țigani (4,7%). Din procentul de 2% rămas, 40 de minorități însumează 0,9%, cei mai predominanți numeric fiind rușii, armenii, arabii, chinezii, românii, evreii, vietnamezii, tătarii din Crimeea și „sărăcăcianii” (cunoscuți din istorie ca și „karakachani”, un grup de păstori greci transhumanți). 1,1% din populația Bulgariei nu și-a declarat etnia la recensământul din 2001.
În anii 1980, aproximativ 300.000 de turci au fost forțati să plece în Turcia.
Recensământul din 2001 definește grupul etnic ca fiind: „o comunitate de oameni legați între ei prin origine și limbă și apropiați prin modul de viață și cultură”, iar limba maternă ca: „o limbă pe care o persoană o vorbește cel mai bine și o folosește în mod obișnuit pentru comunicarea în interiorul familiei”.
| Limba maternă | După grupul etnic | Procentaj | După prima limbă vorbită | Procentaj |
| ------------- | ----------------- | --------- | ------------------------ | --------- |
| bulgară       | 6,655,000         | 83.93%    | 6,697,000                | 84.46%    |
| turcă         | 747,000           | 9.42%     | 763,000                  | 9.62%     |
| romani        | 371,000           | 4.67%     | 328,000                  | 4.13%     |
| Altele        | 69,000            | 0.87%     | 71,000                   | 0.89%     |
| Total         | 7,929,000         | 100%      | 7,929,000                | 100%      |

În ultima perioadă de timp, Bulgaria a avut una dintre cele mai scăzute rate din lume în ceea ce privește creșterea numerică a populației. Bilanțul natural negativ a apărut încă de la începutul anilor '90, cauzat de colapsul economic, o rată scăzută a natalității și de creșterea semnificativă a emigrărilor. În anul 1989, populația era de 9.009.018 locuitori, numărul acestora scăzând treptat, în 2001 ajungându-se la 7.950.000 locuitori și în 2009 la 7.606.000 locuitori.
Populația Bulgariei a avut în 2008 o rată a fertilității de 1,48 copii/femeie. Pentru a se reabilita creșterea numerică a populației, este necesar ca rata fertilității să crească până la valoarea de 2,2 copii/femeie.

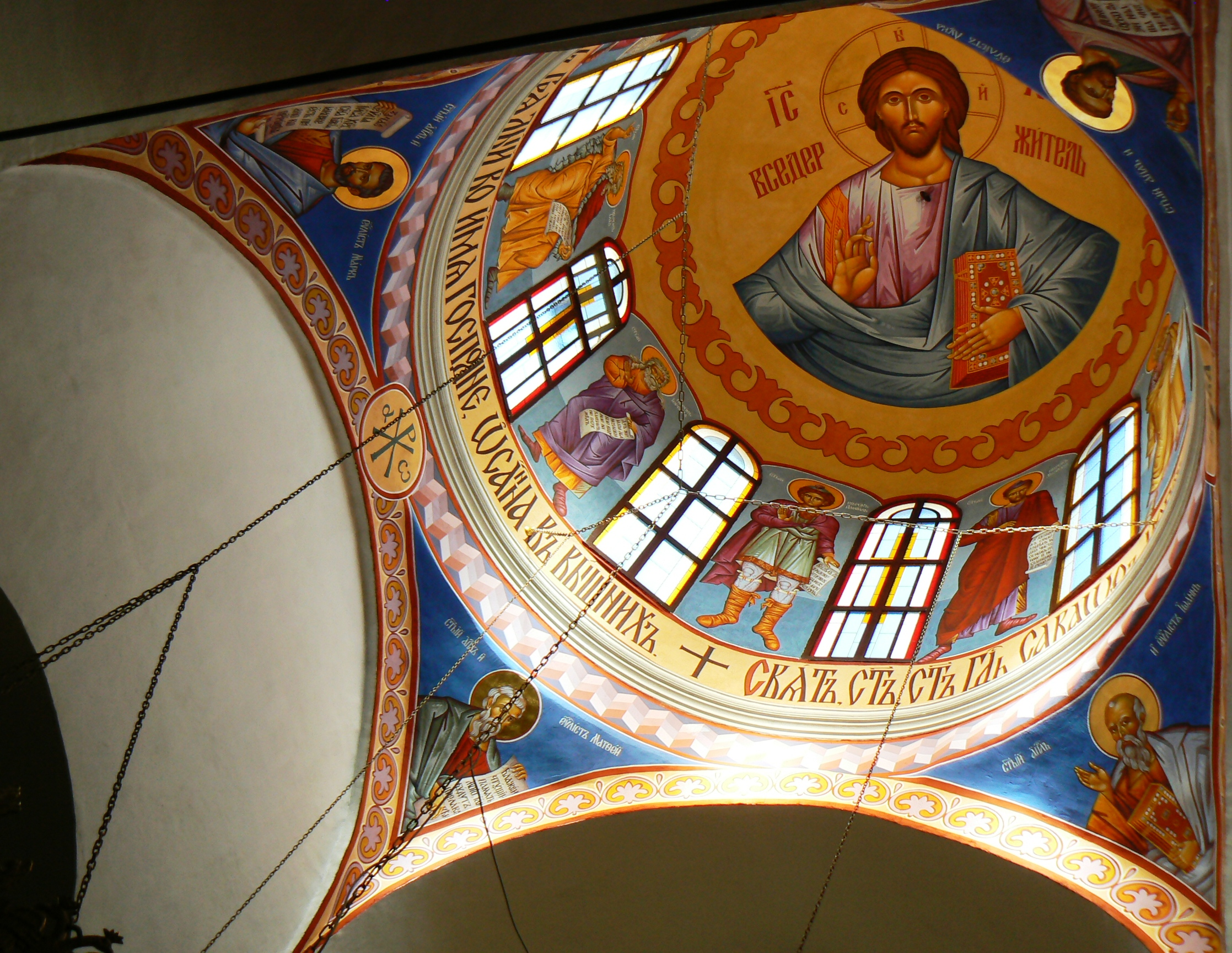
Interiorul unei biserici din Bratsigovo

Majoritatea bulgarilor (82,6%) aparțin confesiunii religioase ortodoxe. Fondată în anul 870 ca aparținătoare a patriarhatului Constantinopolului, biserica ortodoxă bulgară și-a câștigat autonomia începând cu anul 927.
Alte confesiuni religioase sunt cea islamică (12,2%), diferite variante de protestantism (0,8%) și cea romano-catolică (0,5%); conform recensământului din 2001, mai existau și alte confesiuni creștine (0,2%) sau de altă natură (4%).
Bulgaria se declară oficial drept o țară laică. Constituția ei garantează libera alegere în ceea ce privește religia, dar recunoaște și ortodoxismul ca fiind religia tradițională în stat.
Religia islamică a apărut în Bulgaria datorită cuceririi acesteia de către otomani, la sfârșitul secolului al XIV-lea.
În secolele al XVI-lea și al XVII-lea, misionariii romani i-au convertit pe adepții paulicianismului din districtele Plovdiv și Sviștov la romano-catolicism.
În anul 2009 comunitatea evreiască bulgară, cândva cea mai mare din Europa, număra mai puțin de 2000 de persoane.
Cele mai mari 20 de orașe din Bulgaria sunt următoarele:
Reducerea progresivă a populației bulgare împiedică creșterea economică și îmbunătățirea bunăstării, iar măsurile de gestionare luate pentru a atenua consecințele negative nu abordează esența problemei. Programul de guvernare pentru perioada 2017 - 2021 este primul care urmărește răsturnarea acestei tendințe. Programul identifică, de asemenea, mijloacele prioritare pentru atingerea acestui obiectiv: măsuri de creștere a natalității, de reducere a emigrației tinerilor și de consolidare a capacității instituționale și de reglementare pentru implementarea unei politici moderne de imigrare adaptată nevoilor afacerii bulgare.
Noul recensământ bulgar, ce a avut loc în anul 2011 , prezintă 7.364.570 de cetățeni bulgari, cu următoarea structură:
- la nivel etnic: 5.664.624 bulgari (76,9%), 588.318 turci (8%), 325.343 țigani (4,4%), 9.978 ruși (0,1%), 6.552 armeni (0,1%), 7.131 români [daco-români, vlahi și sărăcăciani] (0,03%), 1.789 ucraineni, 1.379 greci, 1.162 evrei, alții sunt de 0,3%, iar 736.981 au refuzat să-și declare vreo apartenență (10%). 
- la nivel lingvistic: 99,4% dintre etnicii bulgari vorbesc bulgărește ca limbă maternă, 0.3% turcește, 0,1% țigănește, iar 0,1% altceva; 96,6% dintre etnicii turci vorbesc turcește, iar 3,2% bulgărește; 85% dintre etnicii țigani au declarat că preferă țigănește, 7,5% bulgărește, 6,7% turcește și 0,6% românește.
- la nivel confesional: 4.374.135 locuitori aparțin Bisericii Ortodoxe Bulgare (adică, 59,4%), 682.162 sunt atei (adică, 9,3%), 577.139 musulmani (7,8%), 64.476 protestanți (0,9%), 48.945 romano-catolici (0,7%), 1.715 monofiziți, 706 evrei, alții sunt 9.023 (0,1%), iar restul de 1.606.269 de cetățeni (21,8%) au preferat să nu declare nimic.
- 3.586.571 sunt bărbați și 3.777.999 sunt femei, din care 98% sunt alfabetizați și 10,1% sunt șomeri.
- 5.338.261 (72,5%) trăiesc în mediul urban, iar 2.026.309 (27,5%) în mediul rural; de asemenea, potrivit Eurostat, 82,3% din cetățenii bulgari persoane fizice dețin bunuri în proprietate privată.